# 徳島県道302号鯛浜中村線
徳島県道302号鯛浜中村線（とくしまけんどう302ごう たいのはまなかむらせん）は、徳島県板野郡北島町を通る一般県道である。

## 概要
板野郡北島町高房から板野郡北島町中村に至る。終点付近は道が狭い。

### 路線データ
- 起点：板野郡北島町高房（徳島県道29号徳島環状線交点）
- 終点：板野郡北島町中村（徳島県道14号松茂吉野線交点、徳島県道167号北島池谷停車場線起点）
- 総延長：3.079 km[1]

## 歴史
- 1975年（昭和50年）7月1日 - 認定。

## 地理

### 通過する自治体
- 徳島県
  - 板野郡北島町

### 交差する道路
| 交差する道路                                         | 交差する場所 | 交差する場所 |
| ---------------------------------------------------- | ------------ | ------------ |
| 徳島県道29号徳島環状線 徳島県道39号徳島鳴門線 重複   | 高房         | 起点         |
| 徳島県道14号松茂吉野線 徳島県道167号北島池谷停車場線 | 中村         | 終点         |

### 沿線
- フジグラン北島
- 徳島県立防災センター
- 北島町水辺交流プラザ
- 今切川
- 旧吉野川

## ギャラリー

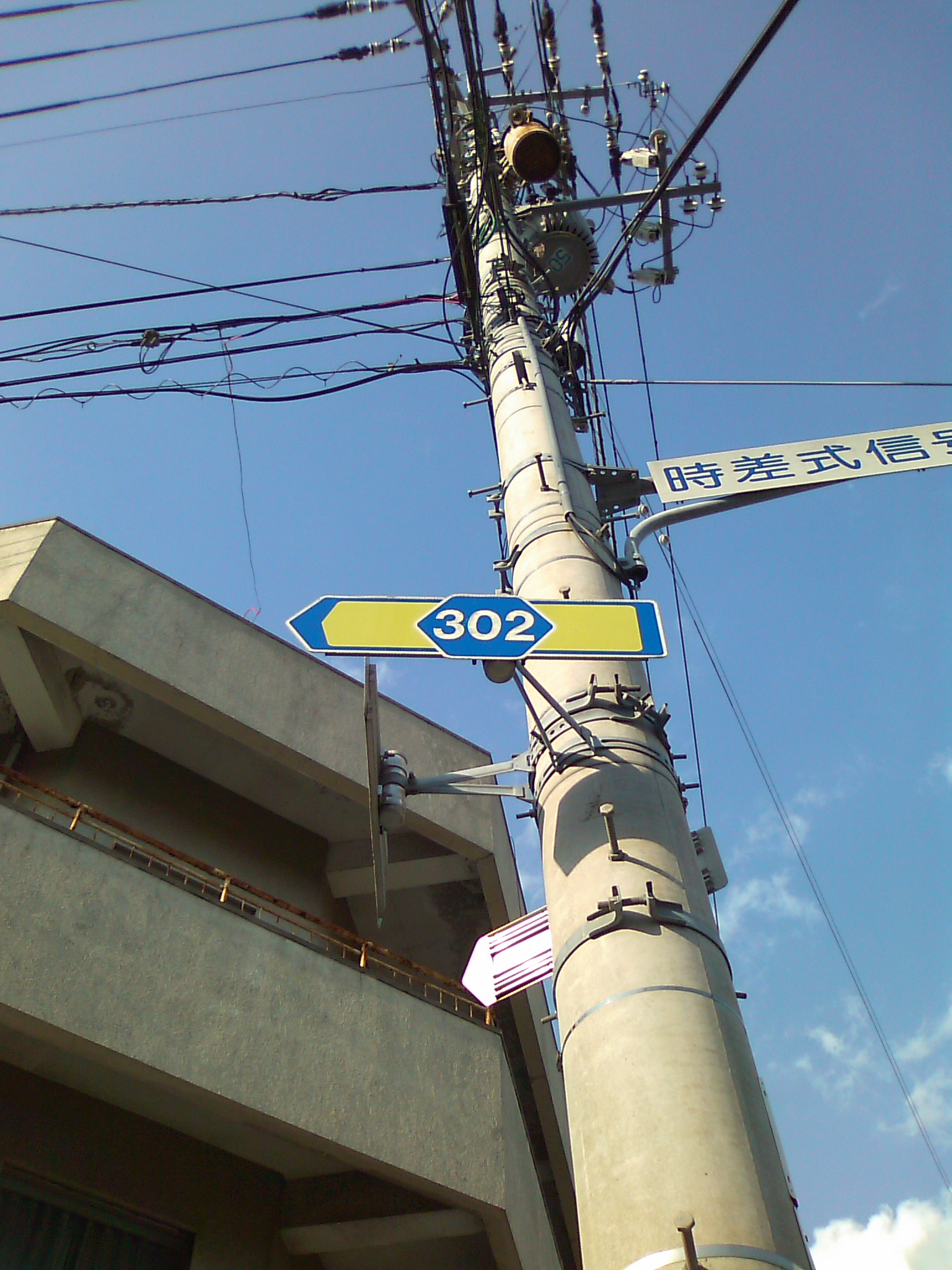
徳島県道302号起点 交差道路標識
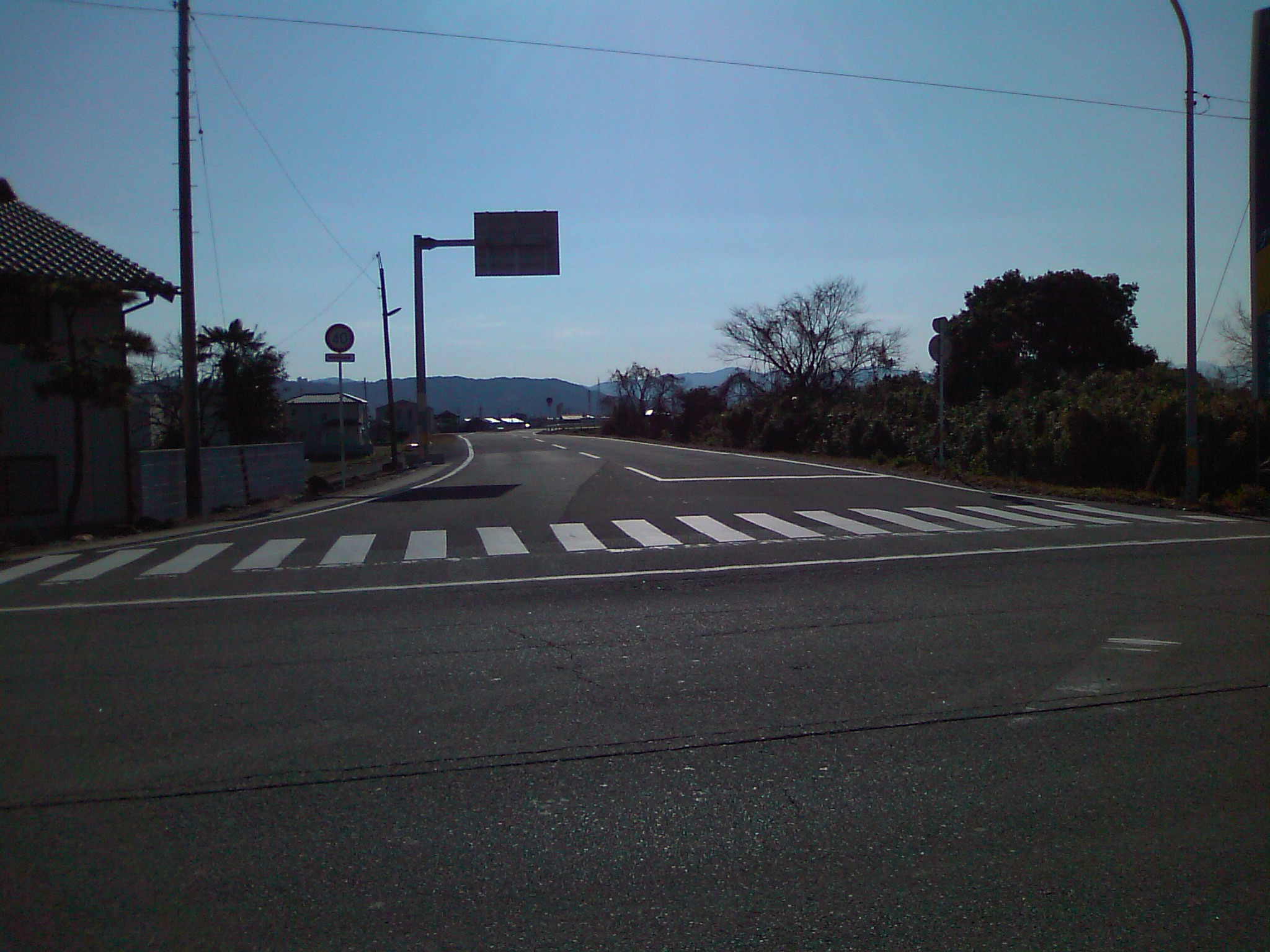
徳島県道302号終点